# Os Mutantes
Os Mutantes (en portugais Les Mutants) est un groupe brésilien de musique psychédélique formé en 1966. Il est généralement considéré comme l'un des plus importants du mouvement tropicalia.

## Style
Même dans une période d'exploration et d'expérimentation musicale, Os Mutantes se démarquaient en étant inventifs avec leur style de musique qui embrasse le psychédélique, la pop, le blues et le rock. Le groupe a expérimenté avec la distorsion, la sonorité des mots, des effets de réinjection (feedback) ainsi que des instruments de musique inhabituels pour créer un son pop libre et enjoué. Selon les notes de Everything is Possible, un des instruments principaux sur Le Premier bonheur du jour est un aérosol d'insecticide. Dans ses dernières années, Os Mutantes était sous une forte influence du rock progressif.

## Histoire

Os Mutantes, 1969.

Os Mutantes a été formé à São Paulo, au Brésil, en 1966 par les frères Arnaldo Baptista (basse, claviers et voix) et Sérgio Dias (guitares et voix) avec leur chanteuse Rita Lee. En 1971, le bassiste Liminha et le batteur Dinho Leme ont officiellement rejoint le groupe. Ils ont produit cinq albums avant que Lee ne quitte, ou soit renvoyée (les avis diffèrent à ce sujet), en 1972 pour commencer sa carrière solo. Arnaldo a quitté le groupe en 1973 à cause de ses problèmes avec le LSD, suivi par Dinho et, l'année suivante, de Liminha. Avec Sérgio Dias comme seul membre original, le groupe a continué avec d'autres musiciens jusqu'à sa dissolution en 1978. Le groupe se reforme en 2006, avec une tournée et de nouveaux albums.

## Contemporains
Os Mutantes a travaillé en étroite collaboration avec d'autres artistes tropicalia de Música Popular Brasileira (musique populaire brésilienne, abrégé MPB) de leur époque, incluant :
- Caetano Veloso
- Gilberto Gil
- Gal Costa
- Tom Zé
- Nara Leão

## Influence
Même si Os Mutantes n'a jamais atteint les rives de la musique populaire occidentale, il a influencé plusieurs artistes d'expression anglophone. Par exemple, Kurt Cobain a publiquement demandé une tournée de retrouvailles du trio en 1993, Beck a publié un album appelé Mutations faisant directement référence aux Mutants avec la chanson Tropicalia. David Byrne, qui a soutenu le groupe par le concours du label Luaka Bop, a porté un habit de géant dans le style de Os Mutantes pour les spectacles de Talking Heads et a assemblé Everything Is Possible: The Best of Os Mutantes (en), l'album compilation de Os Mutantes lancé par Luaka Bop en 1999.

## Discographie

### Albums studio
- 1968 : Os Mutantes
- 1969 : Mutantes (en)
- 1970 : A Divina Comédia ou Ando Meio Desligado (en)
- 1971 : Jardim Elétrico (en)
- 1972 : Mutantes e Seus Cometas no País do Baurets (en)
- 1974 : Tudo Foi Feito Pelo Sol (en)
- 1992 : O A e o Z (en) (enregistré en 1973)
- 2000 : Tecnicolor (en) (enregistré en 1970)
- 2009 : Haih Or Amortecedor (en)
- 2013 : Fool Metal Jack (en)

### Albums en concert
- 1976 : Mutantes Ao Vivo (en)
- 2006 : Mutantes Ao Vivo – Barbican Theatre, Londres 2006 (en)